# Мсуя Ашраф Азізович
Ашраф Азізович Мсуя — (нар. 8 серпня 1991 — пом. 25 вересня 2020, поблизу міста Чугуїв, Харківська область, Україна) — український військовослужбовець, старший лейтенант Збройних сил України.
Загинув  в авіакатастрофі Ан-26 поблизу міста Чугуїв. Був одним із пілотів.

## Нагороди та відзнаки
- медаль «За військову службу Україні» (посмертно, 6 жовтня 2020) — за самовіддане служіння Українському народові, зразкове виконання військового обов’язку[2]